# Harvester Township
Harvester Township est un ancien township, situé dans le comté de Saint Charles, dans le Missouri, aux États-Unis,.